# 拉沙佩勒蒙托东
拉沙佩勒蒙托东（法語：La Chapelle-Monthodon，法語發音：[la ʃapɛl mɔ̃tɔdɔ̃]）是法国上法蘭西大區埃纳省的一个市镇，属于蒂耶里堡区。2016年，拉沙佩勒蒙托东与临近的2个市镇合并为新市镇香槟谷村。

## 地理
拉沙佩勒蒙托东（49°1'22"N, 3°38'8"E）面积14.28 平方千米，位于法国上法蘭西大區埃纳省，该省份为法国北部内陆省份，北起北部省，西接索姆省和瓦兹省，东临阿登省和马恩省，西南至塞纳-马恩省，东北部与比利时接壤。
与拉沙佩勒蒙托东接壤的市镇（或旧市镇、城区）包括：布里地区博尔讷、圣阿尼昂、勒布勒伊、库尔蒂耶济、多尔芒、伊尼-孔布利济。
拉沙佩勒蒙托东的时区为UTC+01:00、UTC+02:00（夏令时）。

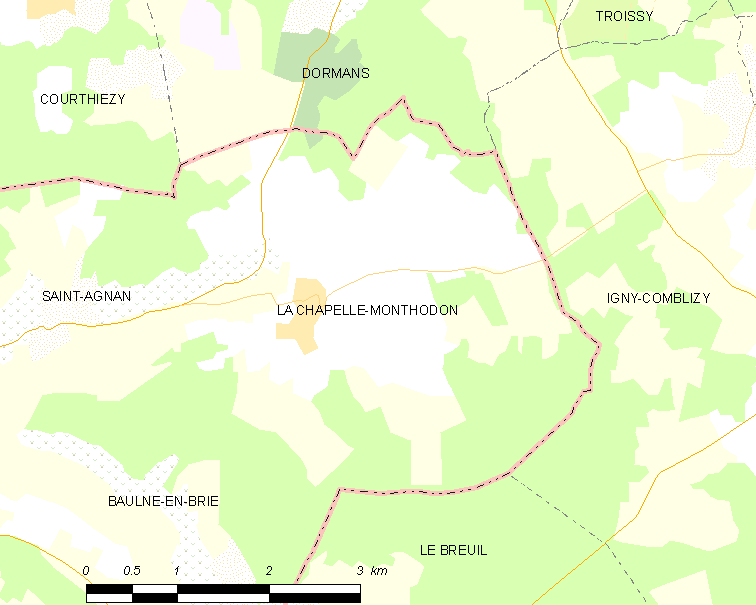
拉沙佩勒蒙托东的OSM定位图

## 行政
拉沙佩勒蒙托东的邮政编码为02330，INSEE市镇编码为02161。

## 政治
拉沙佩勒蒙托东所属的省级选区为马恩河畔埃索姆县。

## 人口

1962-2008年间拉沙佩勒蒙托东人口变化图示

拉沙佩勒蒙托东于2018年1月1日时的人口数量为202人。